# Ophiocymbium ninae
Ophiocymbium ninae is een slangster uit de familie Ophiomyxidae.
De wetenschappelijke naam van de soort werd in 2010 gepubliceerd door Martynov.